# Francisco Rubio
Pour les articles homonymes, voir Rubio.
Francisco Rubio dit Paco est un footballeur français né le 6 décembre 1953 à Saint-Amand-Montrond. Ce joueur était milieu de terrain.

## Biographie
Le minime de l'US Ainay-le-Château arrive à Montluçon le 1er avril 1973 et c'est Georges Jazdzyk entraineur à l'époque qui lui fait découvrir l'équipe au sein de laquelle il va évoluer 3 ans au stade Dunlop. Quand en été 1973, René Gardien eut signé son contrat d'entraîneur avec le club montluçonnais, celui-ci fit à René Dejoie cette réflexion : « Au moins je vais avoir Rubio que j'étais prêt à venir vous prendre pour le LOSC ».
Pendant trois saisons il mena l'EDSM vers des sommets, permettant à son équipe de jouer les premiers rôles dans le championnat de D2. Il fut de l'épopée « Coupe de France » qui vit les Étoilistes affronter lors d'un 8e de finale mémorable (1975) la grande équipe de l'OM, Championne de France avec sa pléiade d'internationaux et ses deux feux follets brésiliens Paulo César et Jairzinho.
Très vite remarqué dans l'équipe de deuxième division de EDS Montluçon, Paco Rubio endosse le maillot de l'équipe de France militaire. Il y côtoie Michel Platini et Serge Mesonès. C'est ce qui fera en partie pencher la balance vers AS Nancy-Lorraine plutôt que Monaco au moment de son départ. 
Et l'avenir de Paco Rubio se joua aussi lors d'un match victorieux contre Nancy, alors leader du groupe. Au cours du vin d'honneur qui suivit cette rencontre, M. Cuny, Président de Nancy devait dire à René Dejoie : « Mon club est intéressé par Rubio et je vous préviens que nous nous mettons sur les rangs ». Le Directeur sportif étoiliste ne fut pas surpris car beaucoup étaient venus tourner autour du Dunlop comme Alberto Muro (AS Monaco) ou J.P. Cappon (Olympique lyonnais).
Infatigable milieu de terrain à la chevelure blonde, il possède une technique au-dessus de la moyenne. Doté d'un véritable esprit club, Paco Rubio est resté huit ans à Nancy. Il y a vécu ses meilleurs années et notamment une victoire en finale de coupe de France. Il part ensuite à l'OM et sera le joueur qui marqua le but décisif en 1984 dans les arrêts de jeux contre l'OL pour la montée en D2. Les crampons raccrochés, il devient entraîneur à Joué-lès-Tours puis RC Fontainebleau. Aujourd'hui, Paco Rubio tape toujours dans le ballon de temps en temps avec la Variétés Club de France, et est conseiller technique départemental du Val-d'Oise, et encadre la sélection régionale 16 ans féminine.
Cette dernière va d'ailleurs l'amener à être nommé en juillet 2008 à la tête de l'équipe de France féminines des moins de 17 ans et a participé à son premier rendez-vous international avec la Nordic Cup du 30 juin au 6 juillet 2008 en Islande.
Dès l’entame de la saison 2012-2013, le président nancéien Jacques Rousselot l’appelle pour succéder à Rachid Maatar à la tête de l'équipe réserve de l’AS Nancy-Lorraine qui évolue en CFA. Un retour aux sources pour l’ancien joueur du club au chardon sous l’ère du président Claude Cuny et de l’entraîneur Antoine Redin. À cet instant, Paco Rubio retrouve dans la cité ducale, son ex-coéquipier lors des Jeux olympiques de 1976 à Montréal, le technicien de l’ASNL... Jean Fernandez. À l'issue de sa première saison, l'équipe B de l'ASNL est rétrogradée en CFA. Paco Rubio conserve son poste jusqu'à la fin de la saison 2014-2015 puis, durant l'été 2015, se voit confier les rênes de l'équipe U15 de l'ASNL. Au cours de l'été suivant, il succède à Frédéric Biancalani à la tête de l'équipe féminine de l'ASNL qui vient d'être reléguée en Division d'honneur. L'équipe survole son championnat (zéro défaite) et, au terme de la phase d'accession nationale, retrouve sa place en Division 2.

## Carrière de joueur
- 1971-1975 : EDS Montluçon
- 1975-1983 : AS Nancy-Lorraine (299 matches et 60 buts en D1)
- 1983-1985 : Olympique de Marseille
- 1985-1987 : FC Tours
- 1993-1996 : RC Fontainebleau (vétérans)
- 2002-2004 : ESC Ecquevilly - vétérans[1]

## Carrière d'entraîneur
- 1990-1992 : US Joué-lès-Tours
- 1992-1993 : US Autonome Pouancé
- 1995-1996 : RC Fontainebleau
- CTD District Val d'Oise
- 2008-2012 : sélectionneur équipe de France moins de 17 ans féminine
- 2012-? : entraîneur de l’équipe réserve de l’AS Nancy-Lorraine

## Palmarès
- International militaire
- Vainqueur de la Coupe de France 1978 avec l'AS Nancy-Lorraine
- Vice-champion de France de D2 en 1984 avec l'Olympique de Marseille

## Sources
- Jacques Ferran et Jean Cornu - Football 1979, Les Cahiers de l'Équipe, 1978. cf. page 116